# Gaupne
Gaupne este o localitate din comuna Luster, provincia Sogn og Fjordane, Norvegia, cu o suprafață de 1,28 km² și o populație de 1.157 locuitori (2013).